# هارالد پالگار
هارالد پالگار (به نروژی: Harald Paalgard؛ زادهٔ ۴ مهٔ ۱۹۵۰ – درگذشتهٔ ۲۰ ژانویهٔ ۲۰۲۵) فیلم‌بردار و کارگردان اهل نروژ بود.
از جمله آثار وی، می‌توان به زنی که رؤیای مردی را داشت، آنگونه که در بهشت است، ارث و کمربند شکارچی اشاره کرد.